# Forgotten Silence
A Forgotten Silence cseh experimental death/doom zenekar. 1993-ban alakult Brno-ban. 2006-os Kro Ni Ka című albumuk elnyerte a 2007-es Czech Metal Awards díjat.

## Tagok

### Jelenlegi tagok
- Krusty - basszusgitár, ének
- Medvěd - gitár
- Marty - billentyűk
- Čepa - dob, ütős hangszerek
- Petr Sevcik - ének
- Hyenik - gitár

### Korábbi tagok
- Skuny - ének
- Petra - ének
- Hana - ének
- Prochin - gitár
- Iggy - gitár, programozás
- Biggles - gitár, ének
- Straton - dob
- Milon - dob
- Chrobis - dob
- Bana - billentyűk
- Lauda - billentyűk
- Siki - cselló

## Diszkográfia
- Thots (1995)
- Senyaan (1998)
- Ka Ba Ach (2000)
- Kro Ni Ka (2006)
- La Grande Bouffe (2012)
- KRAS (2018)

## Egyéb kiadványok
EP-k, demók, split lemezek
- The Nameless Forever... The Last Remembrance (demó, 1994)
- Clara (split lemez a Dissolvence of Prodigyval, 1996)
- The Hills Of Senyaan pt.II (split lemez az Agonyval, 1997)
- Hathor's Place (split lemez a Notre Dame-mal, 1999)
- Utok (közreműködés a Tribute to Master's Hammer CD-n, 1999)
- Yarim Ay (EP, 2002)
- Bya Bamahe Neem (EP, 2004)
- Tumulus (split lemez a Chiasmatickal, 2008)